# Kho thóc

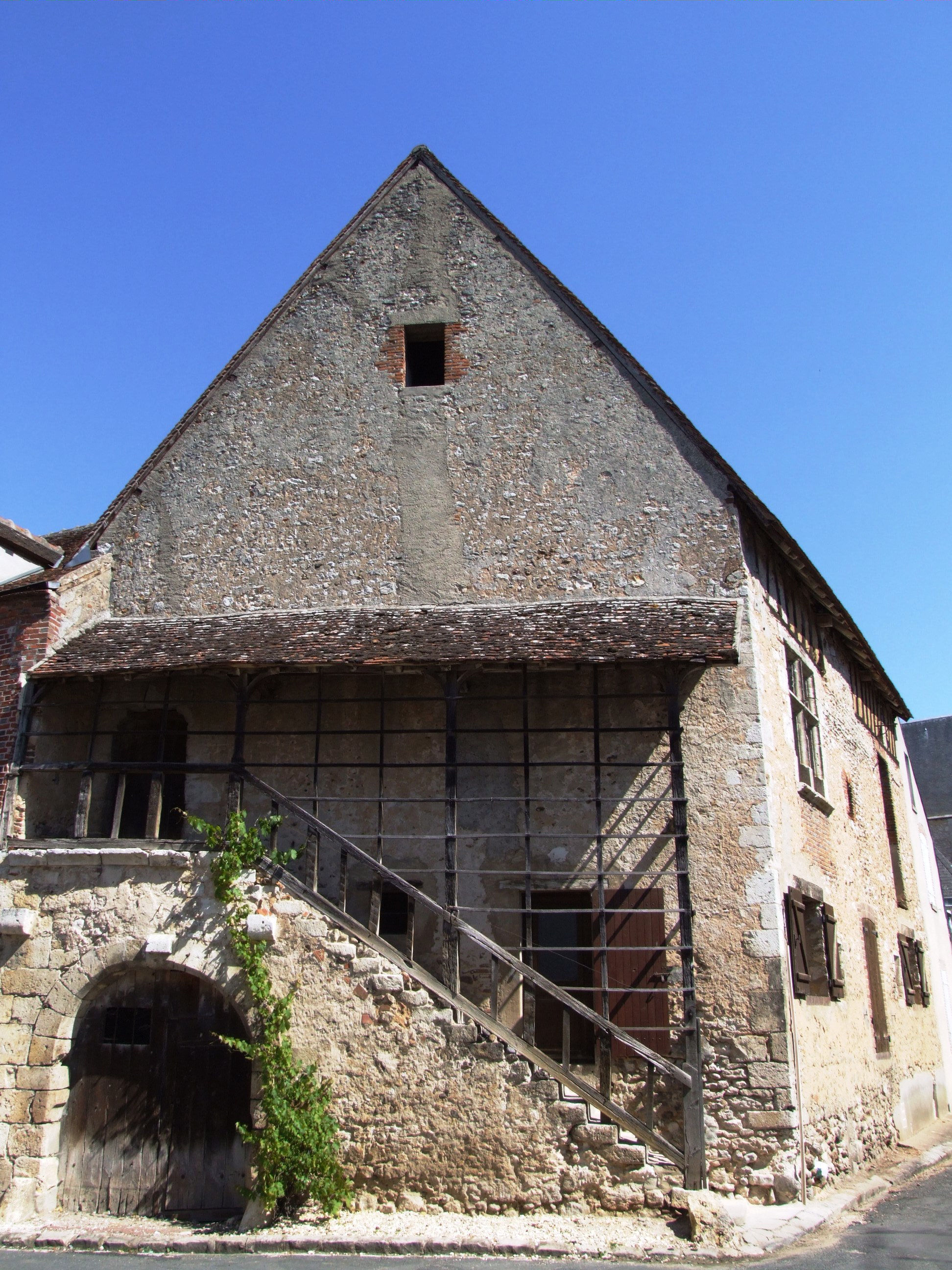
Một kho lương bằng đá hiện đại

Kho thóc hay vựa thóc hoặc vựa lúa hay là kho lúa hoặc kho lương là một nhà kho chuyên dụng dùng để chứa ngũ cốc đã được gặt đập hoặc thức ăn chăn nuôi cho gia súc, gia cầm. Trong kho thóc cổ đại hoặc thô sơ, đồ gốm là phương tiện được sử dụng phổ biến nhất của hoạt động cất trữ thực phẩm như lưu trữ ngũ cốc, thực phẩm trong kho này. Gốm sứ được sử dụng phổ biến vì những đặc tính hữu dụng như vừa cứng, vừa chống thấm nước, giữ được nhiệt độ ổn định. Thời cổ, người ta đóng bao các sản phẩm lúa, lúa mì rồi chất trong kho hoặc bỏ các sản phẩm vào các lu, chum, vại (thường là có đậy nắp). Kho thóc thường được xây dựng trên mặt đất (thường là có 4 chân nhà nhô cao lên khỏi mặt đất giống như những nhà sàn) để giữ cho thực phẩm lưu trữ từ chuột và các loài động vật gặm nhấm khác ngoài ra thì mái nhà của kho thóc cũng tương đối dày để tránh mưa gió hoặc các loại chim vào ăn thóc.

## Lịch sử

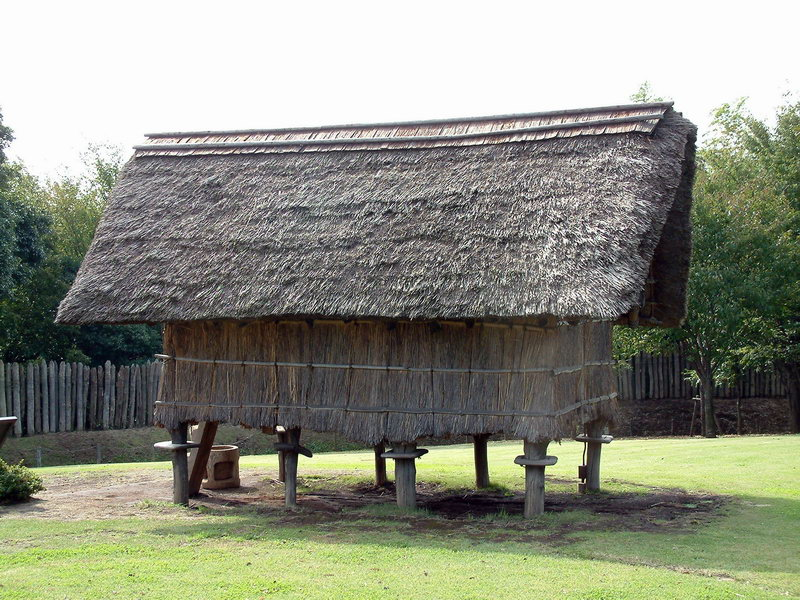
Một kho lương ở Nhật Bản

Từ thời cổ đại, ngũ cốc đã được lưu trữ với số lượng lớn để bảo đảm cho nhu cầu an ninh lương thực khi kỹ thuật canh tác của con người hầu như phụ thuộc phần lớn vào tự nhiên nên sản lượng thất thường chính vì vậy nhu cầu tích trữ được coi trọng. Các kho lúa lâu đời nhất được tìm thấy cách đây khoảng 9500 trước Công nguyên và nằm trong các thời kỳ đồ đá mới ở thung lũng Jordan. Những kho thóc này được đặt ở những nơi giữa các tòa nhà khác. Tuy nhiên bắt đầu từ khoảng 8.500 trước Công nguyên, những kho này đã được chuyển vào bên trong nhà, và đến 7500 trước Công nguyên việc lưu trữ thóc lúa được thực hiện trong phòng đặc biệt chính là kho thóc
Những kho thóc được phát hiện tiếp theo ở những người ở Mehrgarh trong thung lũng Indus từ 6000 trước Công nguyên. Người Ai Cập cổ đại đã thực hành bảo quản ngũ cốc trong năm để phòng sự khan hiếm lương thực xảy ra trong nhiều năm tiếp theo. Khí hậu của Ai Cập rất khô, ngũ cốc có thể được lưu trữ trong hầm lò trong một thời gian dài mà không mất chất lượng. Ở vùng Thổ Nhĩ Kỳ và Ba Tư, những kho này sử dụng để mua lúa mì hoặc lúa mạch khi tương đối rẻ, và lưu nó trong hầm lò ẩn chống lại việc thất bát mùa màng dẫn đến sự thiếu hụt lương thực. Kho thóc lưu trữ đơn giản cũng được xuất hiện trong văn hóa Ngưỡng Thiều ở Trung Quốc và được gọi là kho lương và sau khi sự khởi đầu của nông nghiệp thâm canh ở bán đảo Triều Tiên trong thời kỳ đồ gốm Mumun (khoảng 1000 trước Công nguyên) cũng như trong quần đảo Nhật Bản trong thời kỳ cuối Jōmon và đầy kỳ Yayoi (khoảng 800 trước Công nguyên).

## Hình ảnh

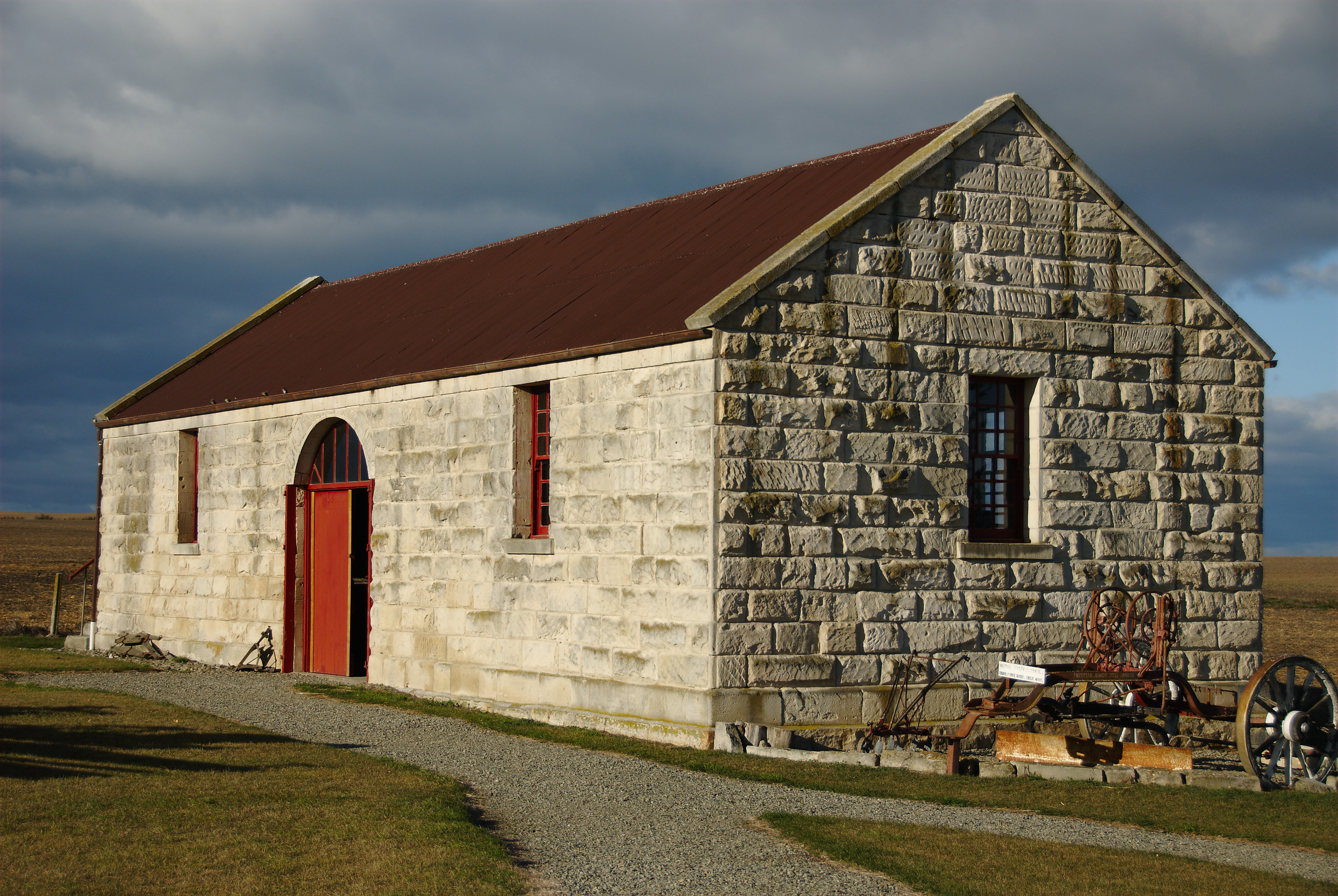
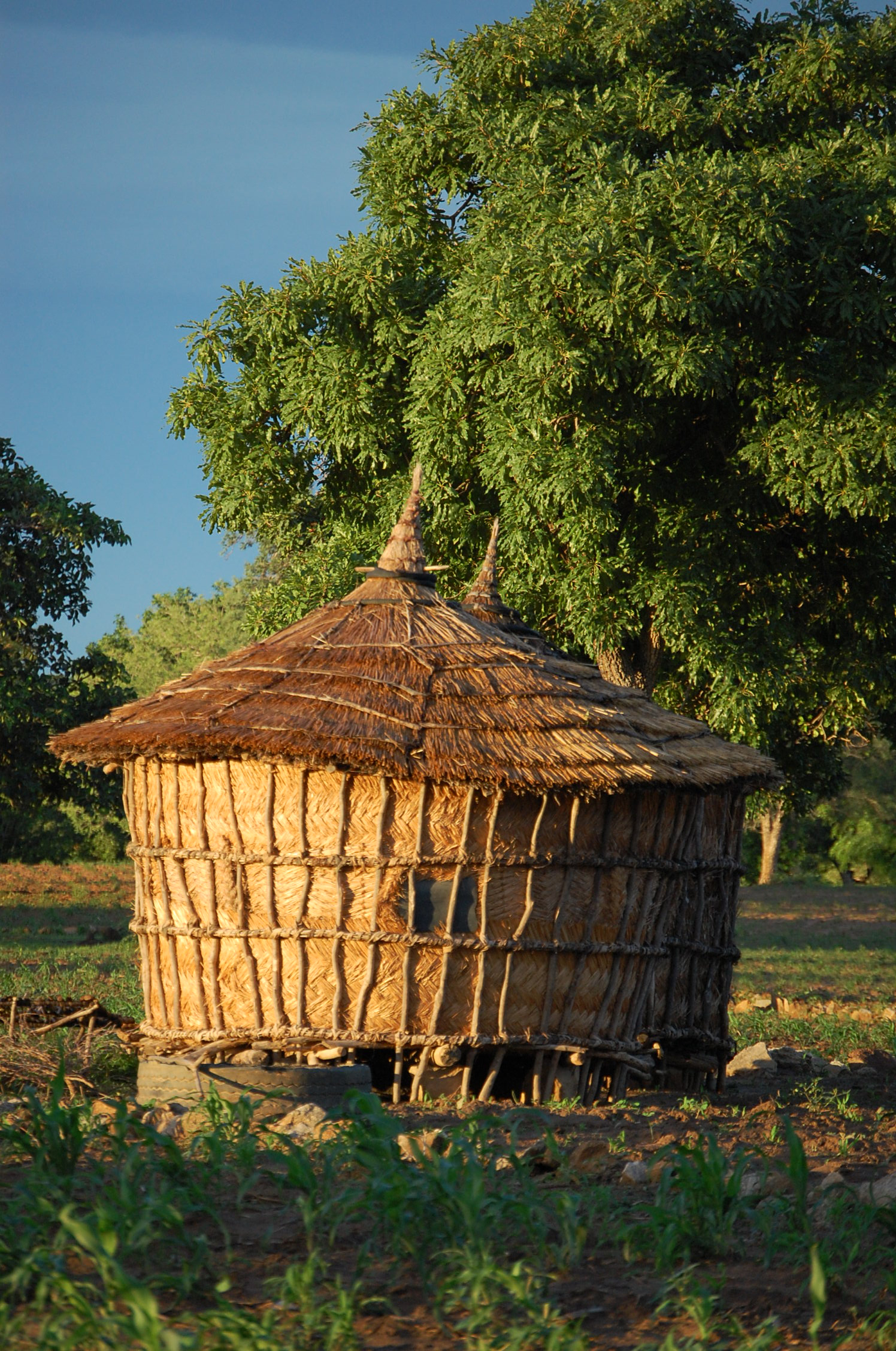
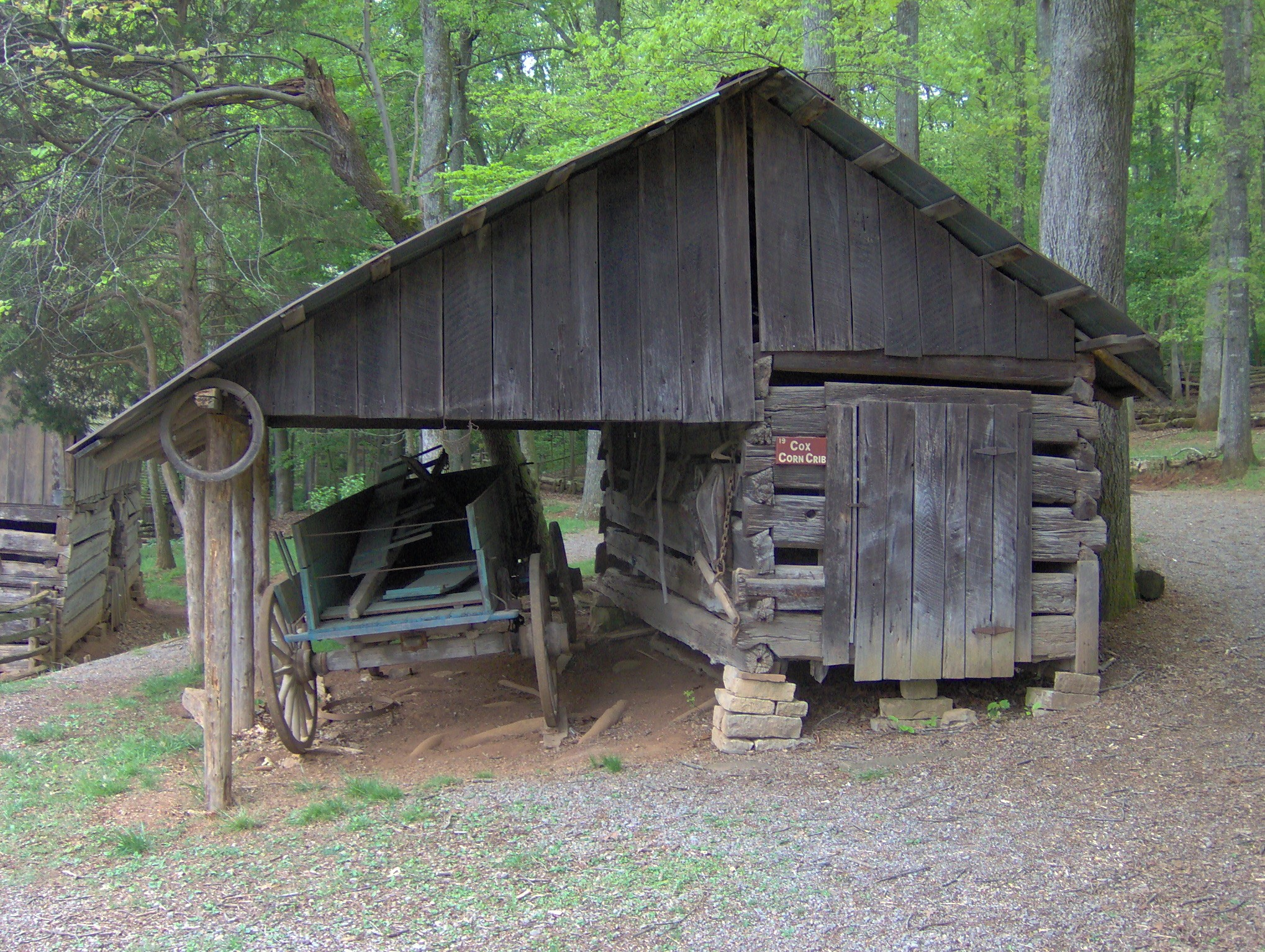
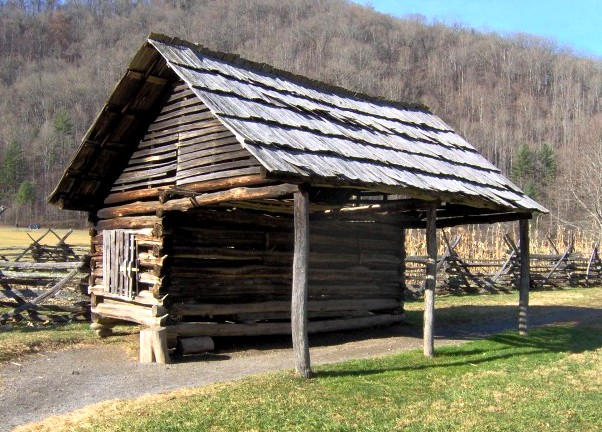